# Sandmeyer-reakció
A Sandmeyer-reakció diazóniumsókból aril-halogenid előállítására használható szerves reakció. Nevét Traugott Sandmeyer svájci kémikus után kapta. A reakció aromás aminocsoport diazóniumsón keresztül nukleofillel történő helyettesítése, mely többnyire réz(I)-sóval katalizálható. A nukleofil többek között lehet halogenidion, cianid, tiol, víz stb. is. Fluoridionnal a reakció nem megy végbe, de a fluorozás is megvalósítható a hasonló Schiemann-reakció segítségével.

## Reakciómechanizmus
Az aromás (vagy heterociklusos) aminok nitritekkel gyors reakcióban aril diazóniumsót képeznek, melyek réz(I)-sók, például réz(I)-klorid jelenlétében elbomlanak, a kívánt aril-halogenidet szolgáltatva. A reakciót 25–30 °C hőmérsékleten végzik. A reakció aromás gyökös-nukleofil szubsztitúció.[forrás?]
A reakció kezdeti formájához képest számos fejlesztést tettek.

## Változatok
A legtöbb változat az alkalmazott rézsóban különbözik. Réz(I)-cianiddal például benzonitril állítható elő. Rézsó helyett tiolt vagy vizet használva tioéter, illetve fenol keletkezik. A Schiemann-reakció tetrafluoroborát felhasználásával fluorbenzolt szolgáltat, amely réz-fluorid hatására nem keletkezne.
Katalitikus mennyiségű rézsót alkalmazó Sandmeyer-reakciók is ismeretesek. Az egyik brómozási eljárás 0,2 ekvivalens Cu(I)/Cu(II) keverék, valamint fenantrolin kétfogú ligandum és dibenzo-18-korona-6 fázistranszfer katalizátor mellett történik:
A Sandmeyer-reakció egyik változatában amil-nitrit reagenst használnak. Az alkil-nitritek aromás aminokkal halogénezett oldószerben aromás gyököket eredményeznek, amelyek az oldószermolekulából halogénatomot képesek elvonni. Aril-jodidok szintéziséhez dijódmetánt használnak, míg aril-bromidok előállításához a bromoform a megfelelő oldószer.

## Fordítás
Ez a szócikk részben vagy egészben  a   Sandmeyer reaction című angol Wikipédia-szócikk ezen változatának fordításán alapul.  Az eredeti cikk szerkesztőit annak laptörténete sorolja fel. Ez a jelzés csupán a megfogalmazás eredetét és a szerzői jogokat jelzi, nem szolgál a cikkben szereplő információk forrásmegjelöléseként.